# Anuța Cătună
Anuța Cătună (* 1. Oktober 1968 in Lunca Ilvei, Kreis Bistrița-Năsăud) ist eine rumänische Langstreckenläuferin.

## Leben
Ihren ersten großen Erfolg waren Siege beim Leipzig-Marathon 1991 und beim La-Rochelle-Marathon 1993. 
1994 wurde sie Zweite beim Marrakesch-Marathon und Fünfte beim Marathon der Leichtathletik-Europameisterschaften 1994. Es folgten ein dritter Platz bei den Halbmarathon-Weltmeisterschaften in Oslo und ein vierter Platz beim New-York-City-Marathon.
In den nächsten beiden Jahren feierte sie ihre größten Triumphe, als sie Zweite beim Lissabon-Halbmarathon wurde, die letzte Austragung des IAAF-Weltcup-Marathons gewann, beim Marathon der Leichtathletik-Weltmeisterschaften 1995 in Göteborg auf einer 400 m zu kurzen Strecke in 2:26:25 h die Silbermedaille holte, bei den Halbmarathon-Weltmeisterschaften in Belfort abermals Bronze errang und ein Jahr später beim New-York-City-Marathon in 2:28:18 h siegte.
Bei den Leichtathletik-Weltmeisterschaften 1997 in Athen wurde sie Elfte und beim Marathon von New York Vierte. 1998 belegte sie beim Boston-Marathon den dritten und 2000 den vierten Platz.
2003 wurde sie Dritte beim Twin Cities Marathon, 2004 wurde sie Zweite beim Rock ’n’ Roll Arizona Marathon, Siegerin beim Country Music Marathon und Fünfte beim Rock ’n’ Roll Marathon.

## Persönliche Bestzeiten
- 10.000 m: 32:18,40 min, 11. Juni 1993, Saint-Denis
- Halbmarathon: 1:09:16 h, 12. März 1995, Lissabon
- Marathon: 2:27:34 h, 20. April 1998, Boston